# 东北解放纪念碑
东北解放纪念碑，位于辽宁省沈阳市和平区和平广场，是为纪念沈阳解放暨东北解放四十周年，于1988年11月2日设立的纪念碑，碑名由中共中央东北局首任书记彭真题写。该纪念碑目前是沈阳市文物保护单位，也是首批辽宁省不可移动革命文物。

## 碑文
东北解放纪念碑的碑文被刻写在一块大约5米长和3米高的白色大理石上，碑文采用金色的小楷字体。碑文全文如下:
　　抗日战争胜利后，以蒋介石为首的国民党政府在美国的支持下，调动大批军队进攻东北解放区，妄图消灭共产党领导的人民革命力量，统治全东北。是时，中共中央东北局遵照中共中央的指示，广泛发动群众，发展武装，大力开展剿匪锄奸反霸斗争，创建民主政权，建立了根据地，壮大了人民革命力量。面对国民党军大举进攻，东北民主联军根据中共中央军委制定的积极防御战略方针，不断地组织自卫反击，继四平保卫战之后，又于一九四六年底发起“四保临江，三下江南”作战，粉碎了东北国民党军“南攻北守，先南后北”的战略计划。一九四七年五月，我军展开夏季攻势，使东北战局发生了根本变化。九月至翌年三月，东北我军转入战略进攻，连续举行秋冬季攻势，歼灭了大量国民党军，将敌人压缩于锦州、沈阳、长春三个孤立地区。在此期间，解放区的土改和支援前线运动深入开展，国民党统治区的民主运动空前高涨。东北我军在战略上处于绝对优势，遂于一九四八年九月十二日遵照中央军委和毛泽东主席关于夺取锦州，将敌军封闭在东北境内各个歼灭的指示，发起了辽沈战役。经过五十二天激战，至十一月二日，取得了中国人民解放战争中具有决定意义的辽沈、平津、淮海三个战役的第一个战役的伟大胜利，歼灭和争取起义、投诚、投降的国民党军共四十七万余人。东北人民解放军在东北广大人民群众和关内各战场人民解放军的支援配合下，经过三年的浴血奋战，共歼灭敌军一百零六万余人，解放了东北全境，使东北地区成为全国解放战争巩固的战略后方。东北野战军尚未休整即奉中央军委命令入关作战，从而加速了全国解放战争胜利的进程。

　　在东北解放战争中，我军将士不畏艰险，不怕牺牲，前赴后继，英勇奋战，为中国人民的解放事业建立了卓越功勋，各级党政干部和广大人民群众积极参战支前，做（作）出了巨大贡献，这些丰功伟绩将永远铭记在后代人民心中。

　　为东北解放战争胜利而牺牲的烈士永垂不朽！
 — 中国人民解放军沈阳军区 辽宁省人民政府 吉林省人民政府 黑龙江省人民政府 沈阳市人民政府， 建立于东北解放四十周年

## 建筑
东北解放纪念碑由辽宁省建筑设计研究院主持设计。纪念碑的整体高度达到36.56米，其中主碑部分高25米，其设计灵感来源于变形的三角形子弹，碑体采用了汉白玉作为装饰材料。在主碑的下部三面，都刻有三个连在一起的英文字母“V”，与此同时，40只展翅飞翔的鸽子浮雕寓意和平以及东北三省人民对和平的珍视和期望。此外，主碑的外侧有三条从顶部开始、向下呈三角形环绕主碑的拱带，这一设计象征着人们共同庆祝胜利的喜悦，以及对东北解放战争中的英烈的崇敬与缅怀。

## 修缮
东北解放纪念碑经过了数次修缮工作。早在2003年，纪念碑金色碑文就被涂鸦成黑色，石碑亦贴有广告招贴。2013年，为迎接在辽宁举办的中华人民共和国第十二届运动会，东北解放纪念碑经历大修改造。其后十年，纪念碑陆续出现汉白玉碑体部分基层空鼓现象，同时局部区域因风化产生了开裂和脱落。在纪念碑上的40只和平鸽中，有些也已经掉落或缺失。2023年，沈阳市对东北解放纪念碑及和平广场进行修缮和提升改造工作。目前，东北解放纪念碑及和平广场已经重新对外开放。